# Brzesko
Brzesko es un municipio del voivodato de Pequeña Polonia y en el powiat o distrito de Brzesko (Polonia). Se extiende sobre una superficie de 11,83 km², con 16 989 habitantes, según el censo de 2016, con una densidad de 1436,1 hab/km².  Cabeza de partido del distrito de su mismo nombre.